# Hendrick Mokganyetsi
Hendrick Mokganyetsi (né le 7 septembre 1975 à Pretoria) est un athlète sud-Africain spécialiste du 400 mètres.

## Carrière

### Palmarès
| Date | Compétition            | Lieu          | Résultat | Épreuve               | Performance   |
| ---- | ---------------------- | ------------- | -------- | --------------------- | ------------- |
| 1997 | Championnats du monde  | Athènes       | 4e       | Relais 4 × 400 mètres | 3 min 00 s 26 |
| 1999 | Championnats du monde  | Séville       | 3e       | Relais 4 × 400 mètres | 3 min 00 s 20 |
| 1999 | Jeux africains         | Johannesbourg | 2e       | Relais 4 × 400 mètres | 3 min 1 s 34  |
| 2000 | Jeux olympiques d'été  | Sydney        | 6e       | 400 mètres            | 45 s 26       |
| 2004 | Championnats d'Afrique | Brazzaville   | 3e       | Relais 4 x 400 mètres | 3 min 3 s 81  |

### Records
| Épreuve    | Performance | Lieu     | Date             |
| ---------- | ----------- | -------- | ---------------- |
| 400 mètres | 44 s 59     | Yokohama | 9 septembre 2000 |